# 薩維奇冰川
72°28′S 96°9′W / 72.467°S 96.150°W
薩維奇冰川是南極洲的冰川，位於埃爾斯沃思地的瑟斯頓島東端，處於蒂爾尼半島以南，最終注入賽拉弗灣，在1960年由美國海軍發現，現時由南極條約體系管理。